# ديف كامبل (لاعب كرة سلة)
ديف كامبل (بالفرنسية: Dave Campbell)‏ (و. 1925 – 2015 م) هو لاعب كرة سلة كندي، ولد في فانكوفر، شارك في الألعاب الأولمبية الصيفية 1948، توفي عن عمر يناهز 90 عاماً.

## روابط خارجية
- ديف كامبل على موقع الاتحاد الدولي لكرة السلة (الإنجليزية)
- ديف كامبل على موقع سبورتس رفرنس (الإنجليزية)
- ديف كامبل على موقع أوليمبيديا (الإنجليزية)